# Bahnstrecke Borstel–Niedergörne
| Bahnhof Niedergörne 1991 |                                     |                                                          |                                                          |
| Streckennummer: | 6426                                |                                                          |                                                          |
| Streckenlänge: | 17 km                               |                                                          |                                                          |
| Spurweite: | 1435 mm (Normalspur)                |                                                          |                                                          |
| Streckenklasse: | D4                                  |                                                          |                                                          |
| Zugbeeinflussung: | keine (Überwachungssignale mit PZB) |                                                          |                                                          |
| |                                     |                                                          |                                                          |
| \| \| 16,4 \| Niedergörne ehem. Personenbahnhof \| Niedergörne ehem. Personenbahnhof \| \| \| \| Bahnhofsgleis vom Anschluss Sofidel GmbH \| \| \| \| \| Bahnhofsgleis zum Kernkraftwerk Stendal (mit Spitzkehre) \| \| \| \| \| Bahnhofsgleis vom Industriepark \| \| \| \| \| \| \| \| \| \| von Arneburg \| \| \| \| 6,1 \| Infrastrukturgrenze DB Netz–Stadt Arneburg[1] \| Infrastrukturgrenze DB Netz–Stadt Arneburg[1] \| \| \| \| vom Anschluss Westelbe \| \| \| \| 6,0 \| Hassel Awanst \| Hassel Awanst \| \| \| ≈4,4 \| Jarchau Awanst \| Jarchau Awanst \| \| \| \| von Stendal-Ost \| \| \| \| 0,0 \| von Wittenberge \| von Wittenberge \| \| \| \| Arendsee–Stendal \| \| \| \| \| Borstel (Kr Stendal) \| \| \| \| \| nach Magdeburg \| \| |                                     |                                                          |                                                          |
| Betriebs-/Güterbahnhof Streckenanfang | 16,4                                | Niedergörne ehem. Personenbahnhof                        | Niedergörne ehem. Personenbahnhof                        |
| Abzweig geradeaus und von links |                                     | Bahnhofsgleis vom Anschluss Sofidel GmbH                 | Bahnhofsgleis vom Anschluss Sofidel GmbH                 |
| Abzweig von links und von rechts · Abzweig geradeaus und ehemals nach rechts |                                     | Bahnhofsgleis zum Kernkraftwerk Stendal (mit Spitzkehre) | Bahnhofsgleis zum Kernkraftwerk Stendal (mit Spitzkehre) |
| Abzweig geradeaus und nach rechts |                                     | Bahnhofsgleis vom Industriepark                          | Bahnhofsgleis vom Industriepark                          |
| Verschwenkung nach rechts |                                     |                                                          |                                                          |
| Abzweig geradeaus und ehemals von links |                                     | von Arneburg                                             | von Arneburg                                             |
| Grenze | 6,1                                 | Infrastrukturgrenze DB Netz–Stadt Arneburg               | Infrastrukturgrenze DB Netz–Stadt Arneburg               |
| Abzweig geradeaus und von links |                                     | vom Anschluss Westelbe                                   | vom Anschluss Westelbe                                   |
| Blockstelle | 6,0                                 | Hassel Awanst                                            | Hassel Awanst                                            |
| ehemalige Blockstelle | ≈4,4                                | Jarchau Awanst                                           | Jarchau Awanst                                           |
| Abzweig geradeaus und ehemals nach links |                                     | von Stendal-Ost                                          | von Stendal-Ost                                          |
| Abzweig geradeaus und von rechts | 0,0                                 | von Wittenberge                                          | von Wittenberge                                          |
| Kreuzung geradeaus unten (Querstrecke außer Betrieb) |                                     | Arendsee–Stendal                                         | Arendsee–Stendal                                         |
| Dienststation / Betriebs- oder Güterbahnhof |                                     | Borstel (Kr Stendal)                                     | Borstel (Kr Stendal)                                     |
| Strecke |                                     | nach Magdeburg                                           | nach Magdeburg                                           |

Die etwa 16 Kilometer lange Bahnstrecke Borstel–Niedergörne dient heute dem Güterverkehr zwischen Stendal und dem Industriegebiet Arneburg-Niedergörner Damm. Sie liegt teilweise auf dem Planum der ehemaligen Kleinbahnstrecke Stendal–Arneburg.

## Geschichte

### Kleinbahn-AG Stendal–Arneburg

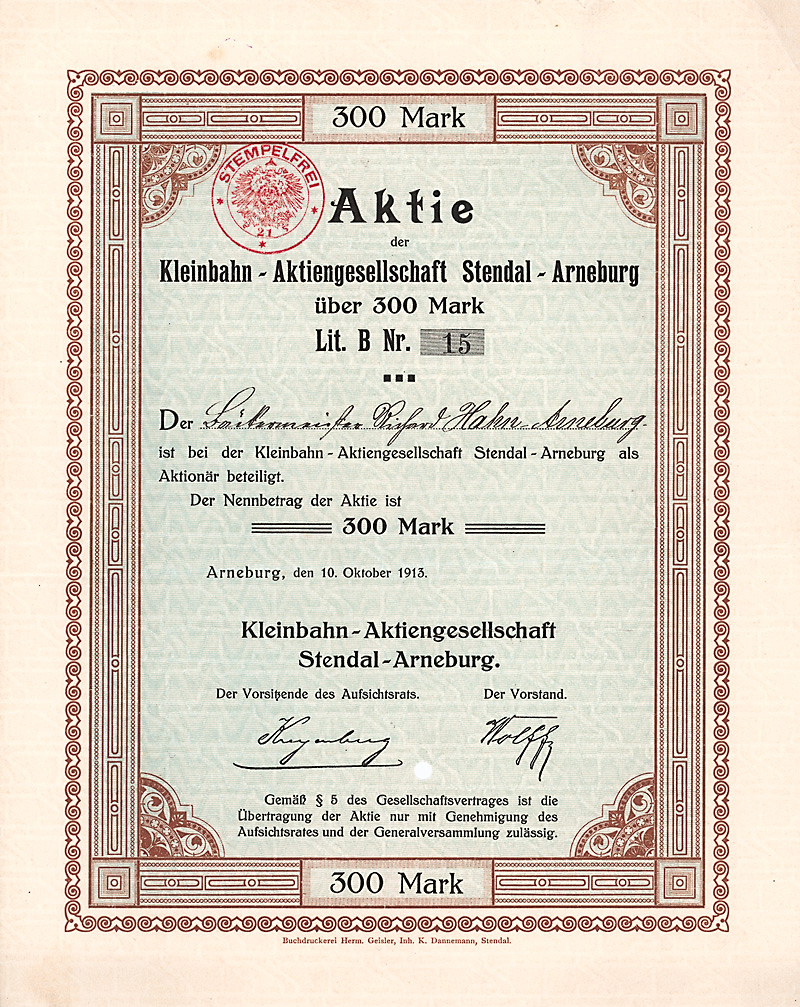
Namensaktie über 300 Mark der Kleinbahn-AG Stendal-Arneburg vom 10. Oktober 1913

Die Kleinbahn AG Stendal-Arneburg wurde am 17. März 1898 gegründet. Das Königreich Preußen und die Provinz Sachsen übernahmen jeweils knapp ein Viertel der Aktien. Die andere Hälfte verteilte sich zu etwa gleichen Teilen auf Stadt und Kreis Stendal, die Stadt Arneburg sowie sonstige Interessenten.
Die Gesellschaft eröffnete am 8. August 1899 eine meterspurige Kleinbahn von Stendal Ost nach Arneburg an der Elbe. Nach einem Umbau auf Normalspur wurde die 13 Kilometer lange Strecke am 2. Mai 1914 wieder in Betrieb genommen.
Am 1. Oktober 1972 wurde der Gesamtverkehr stillgelegt.

### Strecke zur Baustelle des Kernkraftwerks Niedergörne
Ein Teil der Trasse nach Arneburg wurde von der am 3. Januar 1977 eröffneten Hauptbahnstrecke Borstel–Niedergörne benutzt. Sie war als Anschluss für das dortige Kernkraftwerk Stendal bestimmt, das jedoch nie in Betrieb gegangen ist. Der Endbahnhof Niedergörne liegt bei der Ortschaft Klein Ellingen. Die Strecke wurde auch im Personenverkehr ab Stendal mit dem Zwischenhalt in Stendal-Stadtsee bedient. Der einstmals rege Personenverkehr wurde in den 1990er Jahren schrittweise ausgedünnt und am 29. Dezember 1995 ganz eingestellt. Zuletzt verkehrten zwei Personenzugpaare am Tag.

### Strategische Elbüberquerung
In der Nähe der ehemaligen Haltestelle Hassel zweigt eine Stichbahn ab, die heute rund einen Kilometer vor dem Elbufer im Militäranschlussbahnhof Billberge endet. Zu Zeiten der DDR gab es hier keinen Bahnhof. Das Gleis führte bis zum Elbufer. Dieses fand auf der östlichen Elbseite seine Fortsetzung und mündete dort in die Bahnstrecke Schönhausen–Sandau. Vor dem Bahnhof Schönhausen teilte sich die strategische Strecke und führte einerseits westwärts in den Bahnhof Schönhausen, andererseits ostwärts in Richtung Rathenow. Diese Strecke diente als potenzielle Umleitung mit der möglichen Errichtung einer Pontonbrücke über die Elbe, falls die Elbebrücke Hämerten nicht mehr benutzbar sein sollte. Diese Pontonbrücke wurde in der militärischen Ausweichanschlussstelle Jarchau gelagert. Von der Zufahrtsstraße zum Militäranschlussbahnhof ab liegt heute noch das unterbrochene Gleis zum Elbufer.

### Zellstoff Stendal
Seit 31. Oktober 2003 hat die Stadt Arneburg die Bahn ab der Anschlussstelle Hassel gepachtet. Auf der Strecke werden Rundholz und Hackschnitzel zur Zellstoff Stendal GmbH im Industriepark Altmark geliefert. Außerdem fährt DB Cargo H-Wagen mit Zellstoff sowie Z-Wagen mit Industriechemikalien. Zwischen Borstel und Hassel wurde am 22. September 2006 der digitale Zugfunk eingerichtet., während bis Niedergörne weiter Analoger Streckenfunk im A-Kanal benutzt wird.

## Ausblick
Im Rahmen des Programms Elektrische Güterbahn des BMVI soll die Strecke zwischen dem Betriebsbahnhof Borstel und Niedergörne elektrifiziert werden. Die Inbetriebnahme der Elektrifizierung ist nach derzeitigem Stand (Februar 2024) für 2030 vorgesehen.

## Bilder

Bilder von der Strecke
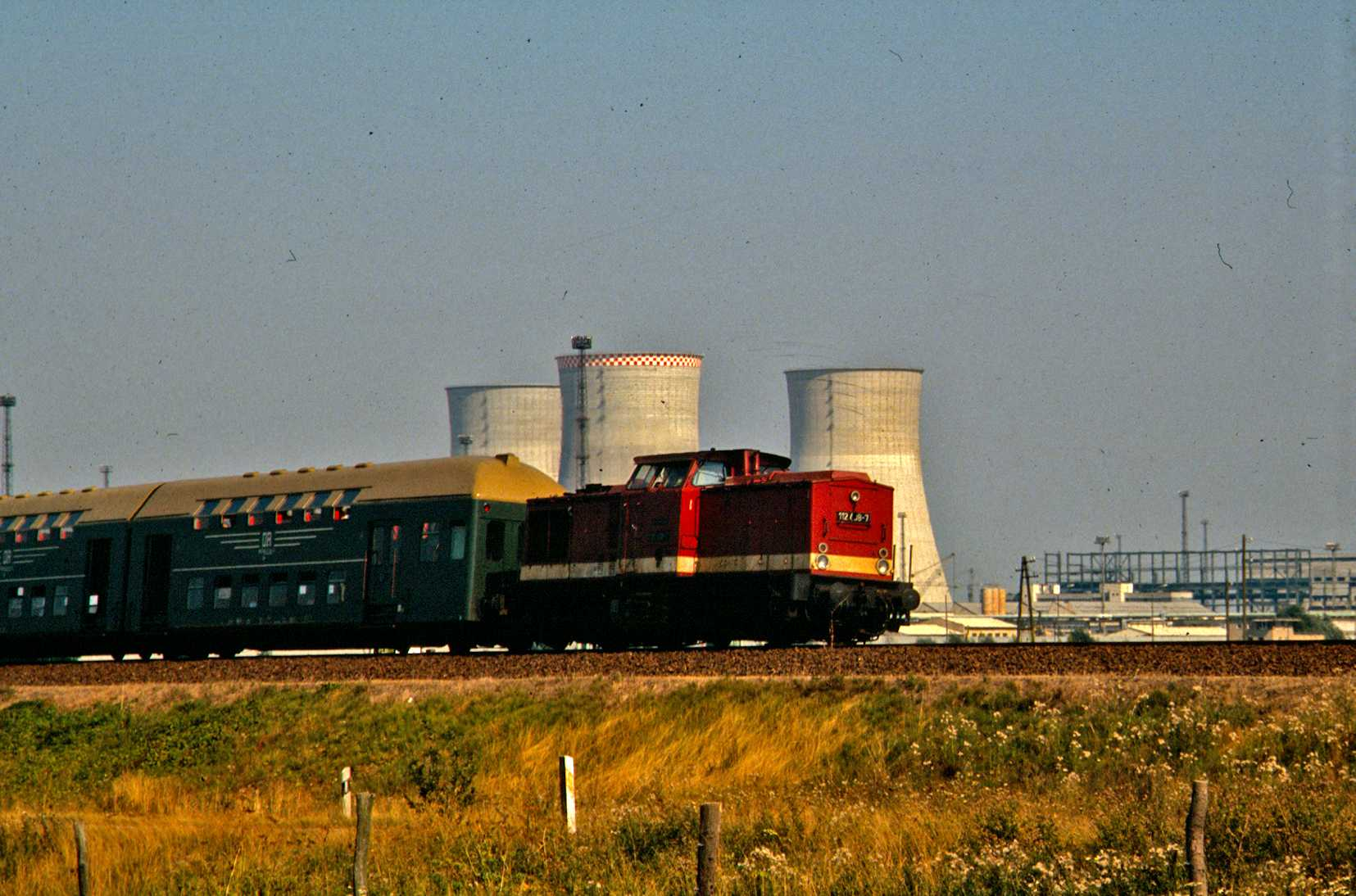
Nahverkehrszug vor dem Kernkraftwerk in Niedergörne 1991
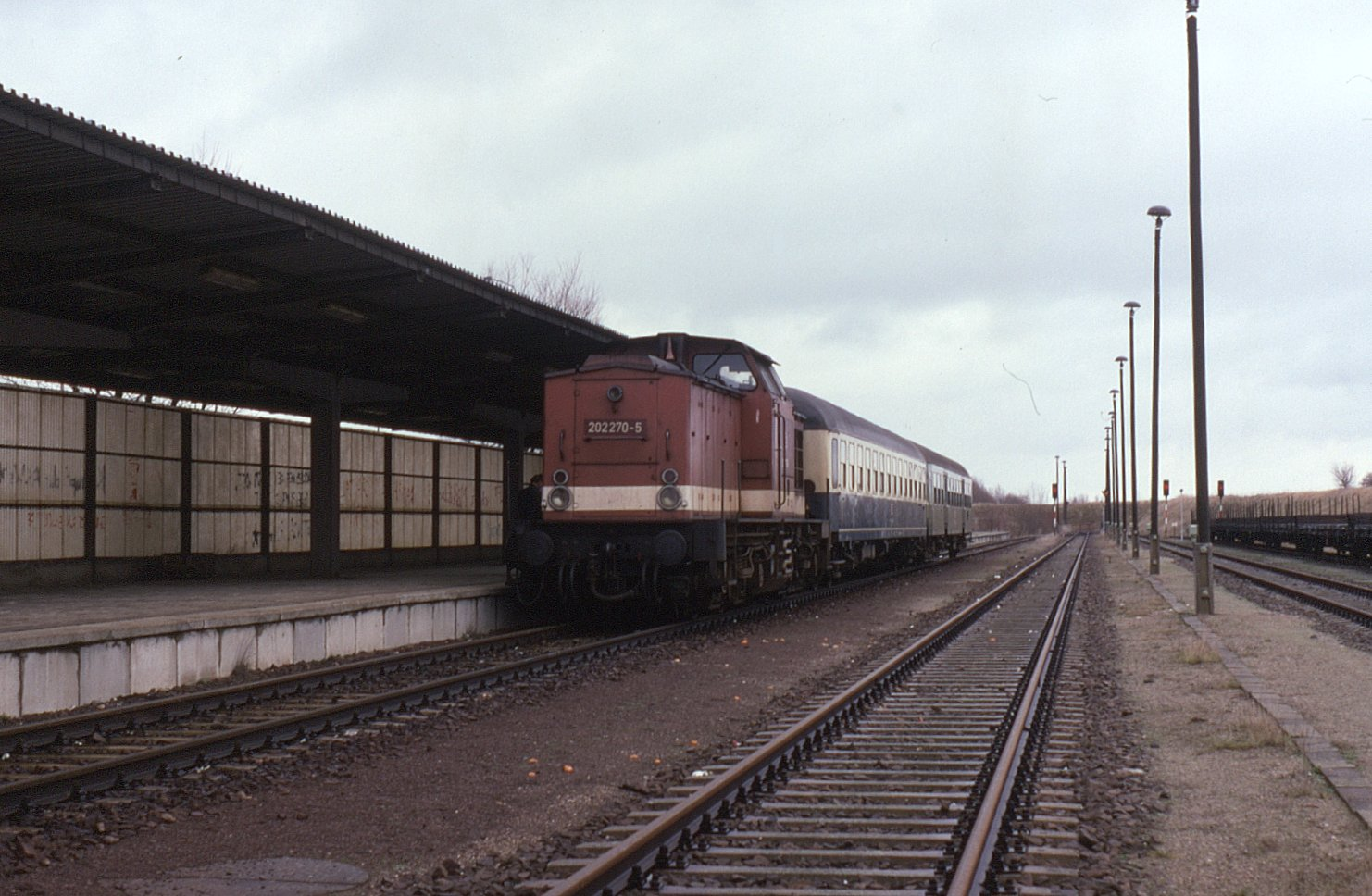
Nahverkehrszug im Bahnhof Niedergörne (1995)
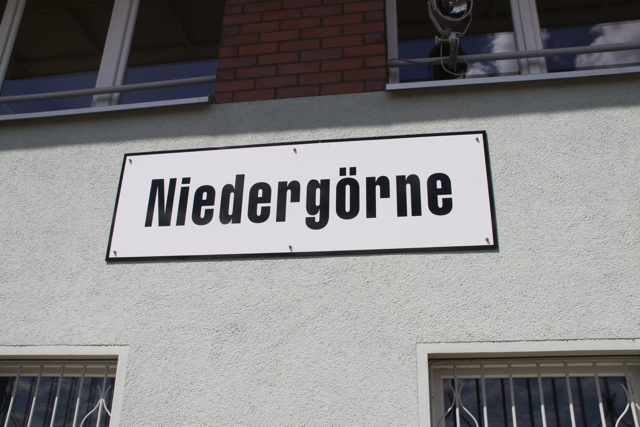
2010 gibt es wieder ein Bahnhofsschild am Stellwerk
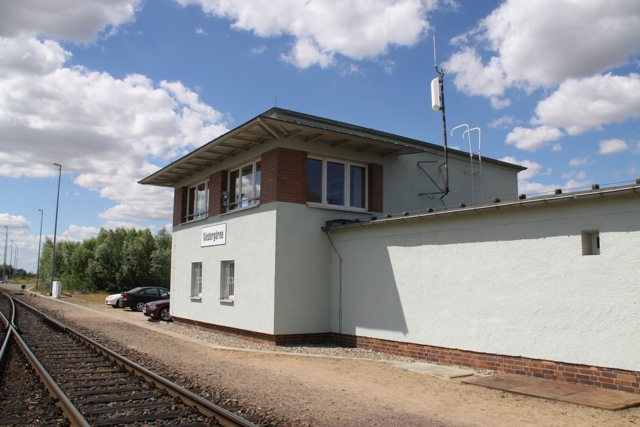
Das Stellwerk Niedergörne ist renoviert
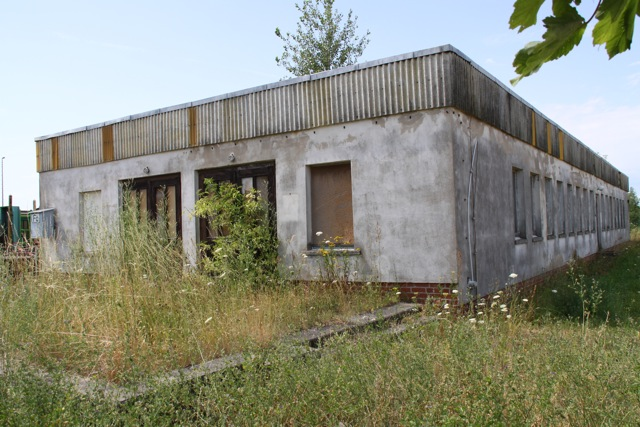
Das ehemalige Bahnhofsgebäude Niedergörne
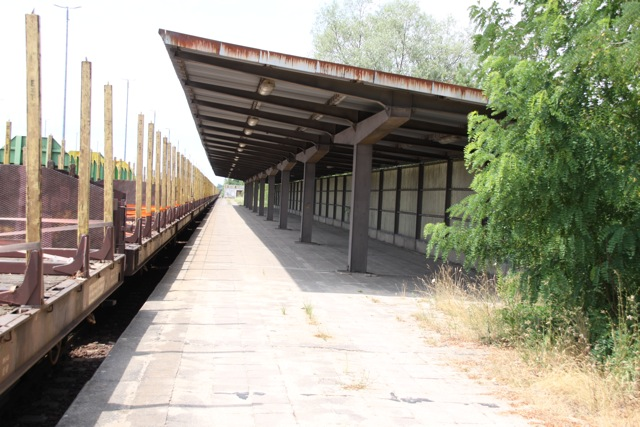
Bahnsteig in Niedergörne